# Oxford Automobile Company
Oxford Automobile Company war ein US-amerikanischer Hersteller von Automobilen.

## Unternehmensgeschichte
Einige Personen aus Boston in Massachusetts gründeten 1900 das Unternehmen im US-Bundesstaat Maine. Im Mai desselben Jahres übernahmen sie die Everett Motor Carriage Company aus Everett in Massachusetts. Dort begann die Produktion von Automobilen. Der Markenname lautete Oxford. Beteiligt waren C. W. Jones, G. F. Killane und C. M. Randall. Noch 1900 endete die Produktion.
Es bestand keine Verbindung zur Oxford Manufacturing Company aus Oxford in Pennsylvania, die den gleichen Markennamen benutzte.

## Fahrzeuge
Im Angebot standen Dampfwagen. Es wurde hervorgehoben, dass der Startvorgang nur fünf Minuten dauern solle. Zur Wahl standen ein zweisitziger Runabout für 850 US-Dollar, ein Victoria-Stanhope für 1000 Dollar und eine viersitzige Family Carriage für 1200 Dollar.